# Hôtel Bitault de la Raimberdière
L'Hôtel Bitault de la Raimberdière est un hôtel particulier du XVIe siècle situé dans l'hyper-centre d'Angers, en Maine-et-Loire.

## Histoire
L'hôtel fut construit au XVIe siècle sur ordre de François Bitault de la Raimberdière, avocat et maire d'Angers, qui y réside déjà lors de l'acquisition du jardin en 1571.